# Micrelephas
Micrelephas là một chi bướm đêm thuộc họ Crambidae.

## Species
- Micrelephas chalybeus B. Landry, 2003
- Micrelephas crassipalpis Dognin, 1905
- Micrelephas gaskini B. Landry, 2003
- Micrelephas helenae B. Landry, 2003
- Micrelephas interruptus (Zeller, 1866)
- Micrelephas kadenii (Zeller, 1863)
- Micrelephas longicilia Landry & Becker in Landry, Becker & Mally, 2013
- Micrelephas mesodonta (Zeller, 1877)
- Micrelephas pictella (Schaus, 1922)
- Micrelephas pseudokadenii B. Landry, 2003